# Світовий уряд
Світовий уряд — поняття про єдину спільну політичну владу для всього людства. Його сучасна концепція сягає корінням європейської історії, особливо філософії Стародавньої Греції, часів формування політики Римської імперії, і в подальшій боротьбі між світовою владою, в особі імператора Священної Римської імперії, і церковної владою, в особі Папи. У цьому питанні великого успіху досягнув Данте Аліг'єрі, у праці «De Monarchia», яка українською мовою перекладається, буквально, як «Про монархію». Робота Данте була опублікована в 1329 році, але дата його авторства оскаржується.

## Історія

### Імперії
Повного світового уряду ніколи не існувало, але протягом людської історії було кілька імперій чи диктатур, які охоплювали значні частини сучасного тоді цивілізованого світу. Відомі приклади: Імперія Олександра Великого, Римська імперія, Монгольська імперія і Британська імперія. У випадку англійців чверть поверхні суші і приблизно третина населення світу були частиною імперії. Це один з найближчих до наших часів випадків, коли світ прийшов до загального політичного об'єднання.

### Перська імперія
За часів Кіра Великого та Дарія I перси заснували одну з перших стабільних імперій на території сучасних Ірану та Іраку. Свого часу, імперія була, мабуть, найбільшою і наймогутнішою державою у світі, починаючись від берегів річки Інд в районі сучасного Пакистану. Імперія була широко відома через величезні багатства і високо розвинену бюрократію, яка регулювала і підтримувала в порядку кожну частину країни. Процвітання імперії, її багатство і влада звернули на себе як захоплення, так і заздрість сусідніх держав, а пізніше надихнуло стародавнього македонського царя Олександра Великого вторгнутися до держави та захопити її.

### Римська імперія
Доброчинна роль Римської імперії у відношенні до «Римського миру» була предметом дискурсу в стародавні часи. «Пакс Романа» був тривалим періодом відносного миру і мінімального розширення за допомогою військової сили Римської імперії у 1 і 2 століттях н. е.

## Існуючі регіональні союзи країн
Є низка регіональних організацій, які, хоча і не є наднаціональними союзами, але прийняли або мають намір вжити заходів, що можуть призвести до подібного роду інтеграції в деяких відносинах.
- Африканський союз (AU)
- Ліга арабських держав
- Асоціація держав Південно-Східної Азії (ASEAN)
- Карибське співтовариство (CARICOM)
- Система центральноамериканської інтеграції (SICA)
- Співдружність Незалежних Держав (СНД)
- Співдружність націй (Британська співдружність)
- Рада співробітництва арабських держав затоки (CCASG)
- Євразійське економічне співтовариство (ЄврАзЕС)
- Організація Північноатлантичного договору (НАТО)
- Південно-азійська асоціація регіонального співробітництва (SAARC)
- Тюркська рада (TurkKon)
- Союз південноамериканських націй (UNASUR)
- Союзна держава Росії та Білорусі

Інші організації, які також обговорюють подальшу інтеграцію:
- Ліга арабських держав в «Арабський союз»
- Карибське співтовариство (CARICOM) в «Карибську Федерацію»
- Північноамериканська зона вільної торгівлі (NAFTA) в «Північноамериканський Союз»
- Форум тихоокеанських островів в «Pacific Union»
- Євразійський союз

## Нинішня глобальна система управління
Станом на 2010 рік не існує глобальної міжнародної військової, виконавчої, законодавчої, судової влади, або конституції з юрисдикцією над усією планетою.
Земля розділена географічно і демографічно на територіальні та політичні структури, які називаються державами, і які є здебільшого незалежними і суверенними. Можна також зробити висновок, що політична та економічна незалежність, хоча і є пов'язаними, не є рівнозначними поняттями. Хоча колишні колонії отримали політичну незалежність після Другої світової війни, вони стали більш залежними від колишніх метрополій в фінансовому відношенні. Є безліч органів, установ, спілок, коаліцій, угод і контрактів між цими одиницями влади, але, за винятком випадків, коли країна перебуває під військовою окупацією іншої країни, всі такі домовленості залежать від продовження угод учасників.
Деякі організацій та міжнародні угоди:
- G8, асоціація восьми найпотужніших за ВВП країн світу. Лідери країн G8 збираються щорічно для координації своєї політики в боротьбі з глобальними проблемами, такими як бідність, тероризм, інфекційні захворювання, зміна клімату, тощо.
- G20, об'єднання двадцяти країн, включно з Європейським Союзом.
- У військовому плані — ООН розміщує миротворчі сили, як правило, для створення та підтримки постконфліктного миру та стабільності. Для проведення більш агресивних міжнародних військових дій створюють коаліції (наприклад, багатонаціональні сили в Іраку), або регіональні військові союзи (наприклад, НАТО) .
- Міжнародне право включає міжнародні договори, угоди та глобально прийнятні правові принципи. За винятком випадків, доведених до МКК і МС, закони тлумачаться національними судами.
- Міжнародний Суд (МС) є судовим органом ООН. Він вирішує суперечки, передані йому добровільно державами, і дає консультативні висновки з правових питань, представлених йому іншими органами ООН, такими як Генеральна Асамблея або Рада Безпеки.